# پرت بار (لوئیزیانا)
پرت بار (به انگلیسی: Port Barre) شهری در ایالت لوئیزیانا کشور ایالات متحده آمریکا است که جمعیت آن در سرشماری سال ۲۰۱۰ میلادی، ۲٬۰۵۵ نفر بوده‌است.